# Weiz
Weiz é uma pequena cidade na parte leste do estado da Estíria. A cidade Weiz é o capital do distrito do mesmo nome.